# Verkehrsmuseum

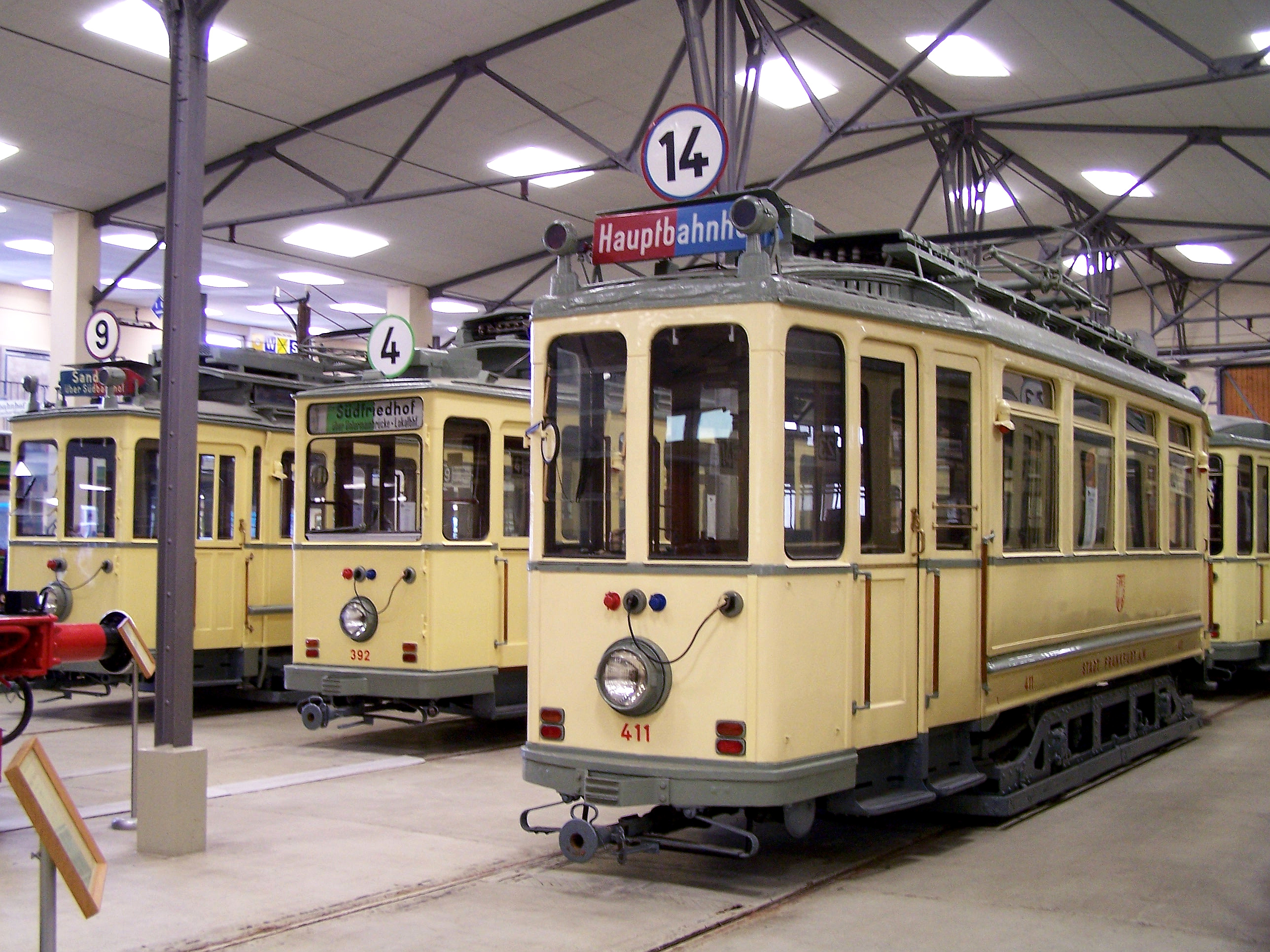
C-, D- und F-Triebwagen in der Westhalle des Verkehrsmuseums in Frankfurt-Schwanheim

Verkehrsmuseum ist die Bezeichnung für Museen, die auf die Ausstellung von Fahrzeugen, einer Verkehrsinfrastruktur, zugehöriger Bauwerke und Verkehrstechnik sowie zum Teil auf Verkehrsgeschichte spezialisiert sind. Die Exponate sind oftmals auf regionale Eigenheiten, einzelne Verkehrsträger oder auch auf eine geschichtliche Epoche begrenzt. Sonderformen der Verkehrsmuseen sind Automuseen, Eisenbahnmuseen, Museumsbahnen, Straßenbahn-Museen, U-Bahn-Museen, Luftfahrtmuseen, Motorradmuseen, Schifffahrtsmuseen und Museumsschiffe. Verkehrsmuseen sind daneben oft als Abteilung in Technikmuseen integriert.